# Баклуши (Пермский край)
Баклуши — село в Большесосновском районе Пермского края. Входит в состав Большесосновского сельского поселения.

## Географическое положение
Расположено на берегах реки Чёрная, в месте впадения в неё реки Кулизеня, примерно в 10 км к западу от районного центра, села Большая Соснова.

## Население
| 2010 |
| ---- |
| 363  |

## Улицы[2]
- Советская ул.
- Полевая ул.
- Полевой пер.
- Заречная ул.

## Топографические карты
- Лист карты O-40-85 Петропавловск. Масштаб: 1 : 100 000. Состояние местности на 1983 год. Издание 1984 г.